# Rock Hudson
Rock Hudson (Winnetki, Illinois, 17. studenog 1925. – Beverly Hills, Los Angeles, Kalifornija, 2. listopada 1985.), američki filmski i televizijski glumac, prepoznat kao jedan od najboljih glumaca svih vremena. Tijekom 1960-ih i 1970-ih specijalizirao se za glavne uloge u romantičnim filmovima.

## Životopis
Rođen je u Winnetki, Illinois. Majka mu je bila telefonistica, a otac automehaničar koji je napustio obitelj kad je Velika depresija bila na vrhuncu. Pravo ime bilo mu je Roy Harold Scherer, Jr. Majka mu se kasnije preudala, a očuh ga je posvojio, davši mu svoje prezime.
Njegovo rano obrazovanje bilo je nezanimljivo. Pjevao je u zboru, raznosio novine, i nosio palice za golf. Nakon mature, odlazi u američku mornaricu, te je kao zrakoplovni mehaničar poslan na Filipine. Kad je Drugi svjetski rat završio, otišao je u Los Angeles da bi postao glumac, ali je prvo radio kao vozač kamiona pokušavajući se probiti. Na Sveučilište u Kaliforniji se nije mogao upisati zbog loših ocjena. Onda ga 1948. godine zapaža agent Henry Willson. Tada počinje njegova karijera duga 40 godina u kojoj je snimio 70 filmova.
Ime Rock Hudson dobio je kombinirajući riječi Rock (stijena, aluzija na Gibraltar) i Hudson (po istoimenoj rijeci u New Yorku). Prvi film snimio je nakon 38 pokušaja, a imao je samo jednu rečenicu. Kasnije nastavlja učiti glumu, ples, pjevanje, jahanje i mačevanje. Veći uspjeh postiže ulogom u filmu Div, nasuprot imenima kao što su Elizabeth Taylor i James Dean. Nominiran je za Oscara, kao i Dean. 1973. vodio je dodjelu Oscara. Partneri su mu bili Charlton Heston, Michael Caine i Carol Burnett.
Ostali filmovi su Veličanstvena opsesija, Šaputanja na jastuku, Najljepši sport za muškarce i hrpa ostalih. Glumio je i u nizu televizijskih projekata. Bio je oženjen agentovom tajnicom. Brak je trajao 5 godina. Više se nikad nije ženio. Dugi niz godina pio je i pušio, zbog čega je i operiran te mu je ugrađena peterostruka premosnica na srcu. Tijekom 1980-ih njegova karijera dolazi na zalazak, a otkriva se i da ima AIDS. Izdao je priopćenje, a podršku mu je pružila Jane Fonda. Umro je u 59. godini u svom domu na Beverly Hillsu. 